# لانگانگ
لانگانگ (به لاتین: Longgang District, Shenzhen) یک سکونتگاه مسکونی در جمهوری خلق چین است که در شنژن واقع شده‌است.

## خصوصیات
لانگانگ ۸۴۴٫۰۷ کیلومترمربع مساحت و ۱٬۸۳۱٬۲۲۵ نفر جمعیت دارد.